# En Kelohenu
En Kelohenu (hebräisch אֱין כֱּאלֹהֱינוּ ‚da ist niemand, der so ist wie unser Gott‘) ist ein jüdisches Gebet.

## Beschreibung

Das En Kolehenu in Moses I. Landaus Die Alten Gebete der Israeliten von 1839 (Seite 192)

En Kelohenu ist ein lyrisches Gebet, das die Einzigartigkeit Gottes lobt. Es wird am Ende des Gottesdienstes am Schabbat und an Feiertagen vorgetragen, so als Musafgebet für Schabbat. Es wird manchmal auch am Ende des Schacharit gesungen. In den aschkenasischen Tradition in der Diaspora wird es am Ende von Schabbat oder am Ende des Musaf vorgetragen. In Israel und in der sephardischen Tradition wird es werktags und täglich vorgetragen. In einigen anderen regionalen Traditionen wird es an anderer Stelle in der Liturgie verwendet, aber es scheint in allen jüdischen Traditionen bekannt zu sein.
In vielen Synagogen ist es ein Gesang. In einigen orthodoxen Synagogen jedoch wird es nur leise gebetet und ist kein wesentlicher Bestandteil des Gottesdienstes. Der Hintergrund für das Gebet ist, dass jeder einzelne seiner 20 Sätze als ein einzelner Segensspruch gilt. Juden werden daran erinnert, mindestens 100 Segenssprüche täglich (Talmud, Menachot 43b) zu beten. An Wochentagen besteht das Achtzehnbittengebet aus 19 Segenssprüchen und wird dreimal aufgesagt. Es besteht so aus insgesamt 57 Segenssprüchen. Die restlichen 43 Segenssprüche werden in anderen Teilen des täglichen Gottesdienstes gebetet.
Am Ruhe- (Schabbat) und Festtag besteht die Amida nur aus sieben Segenssprüchen. En Kelohenu wurde, so lautet eine populäre Erklärung,  zusammengestellt, um sicherzustellen, dass jeder mindestens 100 Segenssprüche täglich vorträgt.
Vier verschiedene Bezeichnungen, die im Gebet verwendet werden, beziehen sich auf Gott und somit auch Gottesnamen:
1. Elohim (אלהים) – Gott
2. Adon (אדון) – Meister
3. Melekh (מלך) – König
4. Moshia’ (מושיע) – Retter

Melodie zu En Kelohenu aus der zweiten Hälfte des 18. Jahrhunderts (nach Abraham Zvi Idelsohns Hebräisch-Orientalischer Melodienschatz Band VII (Die traditionellen Gesänge der süddeutschen Juden), Seite 120)

 Diese Gottesnamen werden in derselben Reihenfolge im Gebet En Kelohenu aufgeführt, wie sie in der Tora aufgeführt werden.
Die Kabbalisten sehen im Gebrauch der vier Gottesnamen Bezüge zu den vier verschiedenen göttlichen Eigenschaften.
Dieses Gebet erscheint in der Liturgie bereits im Jahre 875 im Siddur Rav Amram. Die heutige Ausgabe erschien im Machsor Vitry des Simcha ben Schmuel aus Vitry (gest. 1105; hebräisch שִׂמְחָה בֵּן  שְׁמוּאֵל   מִוויטרי), eines französischen Talmudisten des 11. und 12. Jahrhunderts und Schülers des Raschi, ein Jahrhundert später dann bei Maimonides.
Es existieren verschiedene Melodien zu En Kelohenu. Am bekanntesten wurde im aschkenasischen Raum die Vertonung durch Julius Freudenthal im Jahr 1841.

## Rezeption
In Werken der Post-Hardcore-Band „mewithoutYou“ aus Philadelphia befinden sich Worte aus „En Kelohenu“, so im Lied „Four Fires“ aus dem Studioalbum Ten Stories (Aaron Weiss).

## Text und Übersetzung
| אֵין כֵּאלֹהֵינוּ אֵין כַּאדוֹנֵנוּ אֵין כְּמַלְכֵּנוּ אֵין כְּמוֹשִׁיעֵנוּ מִי כֵאלֹהֵינוּ מִי כַאדוֹנֵנוּ מִי כְמַלְכֵּנוּ מִי כְמוֹשִׁיעֵנוּ נוֹדֶה לֵאלֹהֵינוּ נוֹדֶה לַאדוֹנֵנוּ נוֹדֶה לְמַלְכֵּנוּ נוֹדֶה לְמוֹשִׁיעֵנוּ אַתָּה הוּא אֱלֹהֵינוּ אַתָּה הוּא אֲדוֹנֵנוּ אַתָּה הוּא מַלְכֵּנוּ אַתָּה הוּא מוֹשִׁיעֵנוּ אַתָּה הוּא שֶׁהִקְטִירוּ אֲבוֹתֵינוּ לְפָנֶיךָ אֶת קְטֹרֶת הַסַּמִּים : | „Nichts ist wie unser Gott, nichts wie unser Herr, nichts wie unser König, nichts wie unser Helfer. Wer ist wie unser Gott, wer wie unser Herr, wer wie unser König, wer wie unser Helfer! Wir huldigen dankend unserem Gotte, dankend unserm Herrn, dankend unserm König, dankend unserm Helfer. Du, Du bist unser Gott, Du unser Herr, Du unser König, Du unser Helfer. Du bists, vor dessen Angesicht unsere Väter das Spezereiräucherwerk aufdampfen ließen.“ |
| Quelle: Samson Raphael Hirsch: Sidur tefilot Yisrael, Israels Gebete, (סדור תפלות ישראל). | |